# ピーテオ
ピーテオ (スウェーデン語: Piteå) は、スウェーデンのノールボッテン県にある町。人口は2万3934人（2020年）。基礎自治体全体では約4万人。

## 地理
ピーテオはピーテ川 (スウェーデン語: Piteälven) の河口に位置し、ボスニア湾の岸辺にある。都市中心部はHäggholmenと呼ばれる小島の中に有るが、この小島は後氷期反動で大陸のほぼ一部分となったものである。スウェーデン北部にある周辺の土地は1年に9mmの割合で海抜が上昇している。
ピーテオは魅力的な列島の中にあり、特に夏と冬には多くの観光客が訪れる。周辺地域に展開されている海岸リゾート地域は「ノールボッテン地方 (もしくはノールランド) のリヴィエラ」と呼ばれ、エステティック、長く続く砂浜のビーチ、レストランやゴルフ場がある。また、釣りやアウトドアスポーツも観光客に好評である。冬季には、スキーや寒中水泳などが行われている。

## 歴史
1621年5月12日、ピーテオは市へと昇格した。ピーテオはもともと現在の位置より若干北部、現代のエイェビンに当たる部分に位置していた。
1666年7月、街全体が火事で消失し、続く数年間で街は現代のピーテオの中心部を形成している小島「Häggholmen」に再建された。

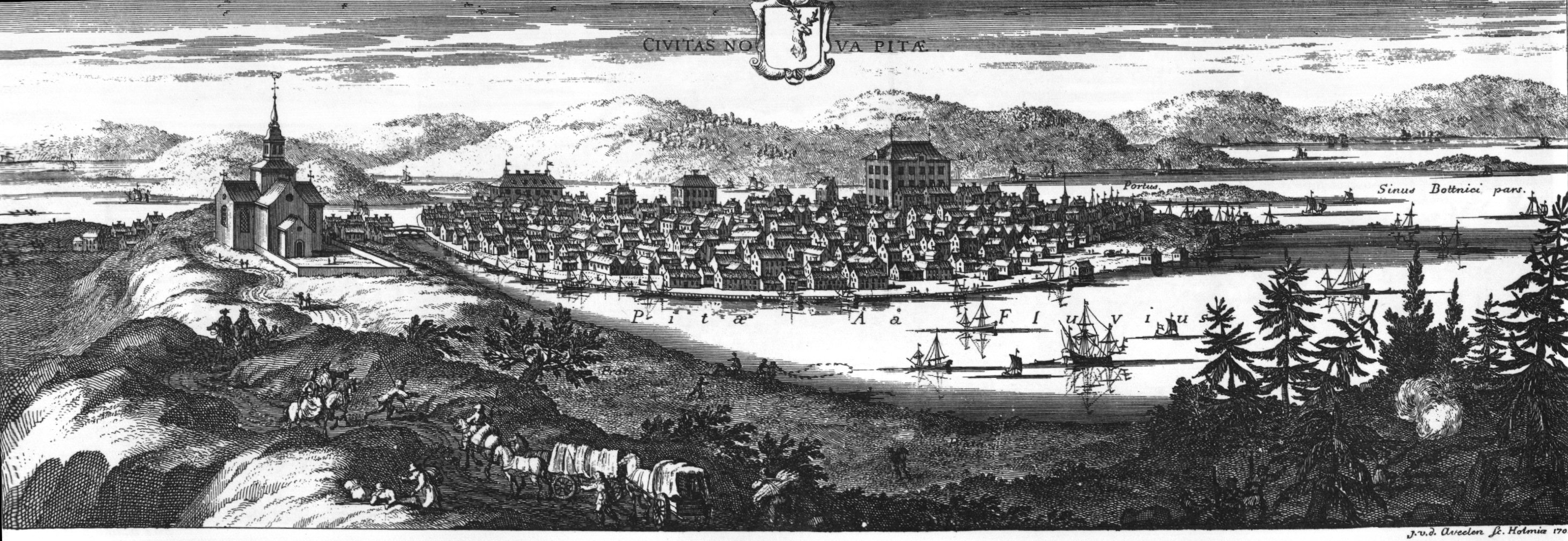
ピーテオの新市街、1690年～1710年ごろに作られた。

1721年、新しい街はロシアの騎兵隊により壊滅的な被害を受けて消失し、当時より残っている建物は教会のみとなっている。
市庁舎があるピーテオの中心街は17世紀よりその構造が変化していない。このような構造を持つ都市はスウェーデンではピーテオとウプサラの二つだけである。
ピーテオの人口は19世紀に急速に増加した。1870年から1920年の間、ピーテオには2,500人しか人が住んでいなかった。初期の人口増加の一部は1911年のエルヴスビン-ピーテオ鉄道支線開通及び工場建設、海岸整備に貢献した。
ピーテオは伝統的に林業が盛んであり、製紙工場や製材工場が多く立ち並ぶ。また、街の林業には海岸が重要な役割を占めている。

## 文化
ピーテオはピーテパルトという、ブタのひき肉にジャガイモを入れて茹で上げたダンプリング料理で有名である。また、ピーテモールと呼ばれる方言でも有名である。
ピーテオにはスノーモービル使用者により広く利用されるドライブスルーが存在する。2002年2月から2007年11月まではマクドナルドが出店していた。ノールボッテン県にあった複数のマクドナルドの店舗はマックスハンバーガーとの競争の末、2007年に撤退、同じハンバーガーチェーン店であるFrassesが引き継いで営業を行なっている。ドライブスルーはThe Travel Channelによる「最もユニークなマクドナルド店舗」という報道を含め、国際的に報道された。
フランス領であり、かつてはスウェーデン領であったカリブ海にあるサン・バルテルミー島の首府であるグスタビアと姉妹都市提携を行なっている。

## クリーンテクノロジー
ピーテオはセルロース副産物によるクリーンテクノロジー生産研究の重要な拠点として注目を集めている。Chemrecは黒液のガス化装置を運用しており、世界初のバイオジメチルエーテル生産工場である。SunPineは粗製トール油を原料とした再利用可能なディーゼル機関技術のパイオニアであり、ETC (ピーテオのエネルギー技術センター) は燃焼、ガス化、バイオリファイナリー技術を研究対象とする再生可能エネルギー研究発展センターである。

## スポーツ

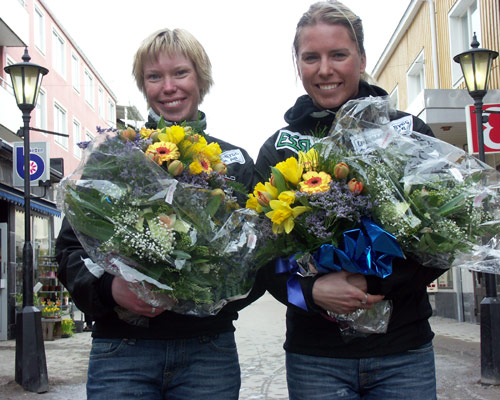
リナ・アンデション (左) とエメリエ・エールスティグはピーテオで2005年ノルディックスキー世界選手権女子個人スプリント優勝を祝った。

地元のサッカークラブであるピーテオIFはスウェーデンリーグ・ディヴィジョン2に在籍している。また、女子部門であるピーテオIFレディースチームは国内最上位女子サッカーリーグであるダームアルスヴェンスカンでプレーしている。
アイスホッケーはピーテオで非常に人気のあるスポーツであり、地元のクラブピーテオHCはスウェーデン3部リーグでプレーしている。クラブはこれまでNHLやアイスホッケースウェーデン代表に多くの好選手を輩出してきた。有名な選手としてはトマス・ホルムストレム、ミカエル・レンベリ、マティアス・エフルンド、ラルス・リンドグレン、ステファン・パーション、ヤン・サンドストレム、マッツ・ラヴァンデルなどがいる。Munksund Skuthamn SKレディースチームは国内最上位女子アイスホッケーリーグであるリクスセリエンでプレーしている。レベッカ・ステンベリはピーテオからアイスホッケースウェーデン女子代表に選出された初めての選手となった。
クロスカントリースキーでは、街にはピーテオ・エリートというクラブがあり、リナ・アンデションやマグダレーナ・パヤラ、ハルロット・カッラといったスキーヤーを輩出している。
ピーテオに本拠地を置く他のスポーツクラブとしては、サッカークラブのストルフォルスAIKやMunksund Skuthamn SKがある。

## 出身人物
- クリストファー・ヤコブ・ボストレム（英語版） スウェーデンの哲学者
- ニルス・エデン（英語版） 第17代スウェーデン首相
- トマス・ホルムストレム（英語版） NHLの選手、デトロイト・レッドウィングス所属
- ラルス・リンドグレン（英語版） NHLの元選手
- リサ・マークルンド 作家、ジャーナリスト
- ペーテル・マッテイ スウェーデンのバリトンオペラ歌手
- マティアス・エフルンド（英語版） NHL選手、タンパベイ・ライトニング所属
- ステファン・パーション（英語版） ウメオで生まれ、ピーテオで育った
- ミカエル・レンベリ（英語版） NHLの元選手
- ダニエル・ソランダー 植物学者

## 姉妹都市
- カンダラクシャ
- グリンダヴィーク
- サン・バルテルミー島